# Sliema Wanderers
Sliema Wanderers Football Club – maltański klub piłkarski z siedzibą w Sliemie, założony 3 listopada 1909. 26-krotny mistrz kraju, rekordzista pod względem liczby zdobytych pucharów Malty i wielokrotny uczestnik europejskich pucharów.

## Osiągnięcia
- Mistrz Malty (26): 1919/20, 1922/23, 1923/24, 1925/26, 1929/30, 1932/33, 1933/34, 1935/36, 1937/38, 1938/39, 1939/40, 1948/49, 1953/54, 1955/56, 1956/57, 1963/64, 1964/65, 1965/66, 1970/71, 1971/72, 1975/76, 1988/89, 1995/96, 2002/03, 2003/04, 2004/2005
- Wicemistrz Malty (29): 1909/10, 1916/17, 1921/22, 1924/25, 1926/27, 1928/29, 1930/31, 1931/32, 1934/35, 1944/45, 1945/46, 1954/55, 1957/58, 1958/59, 1966/67, 1967/68, 1969/70, 1972/73, 1974/75, 1976/77, 1979/80, 1980/81, 1981/82, 1987/88, 1989/90, 1994/95, 1999/00, 2000/01, 2005/06
- Puchar Malty (22): 1935, 1936, 1937, 1940, 1946, 1948, 1951, 1952, 1956, 1959, 1963, 1965, 1968, 1969, 1974, 1979, 1990, 2000, 2004, 2009, 2016, 2024
- Finał Pucharu Malty (20): 1938, 1939, 1945, 1949, 1953, 1958, 1964, 1971, 1972, 1980, 1982, 1987, 1991, 1993, 1996, 2002, 2003, 2007, 2014, 2017

## Historia
Sliema Wanderers Football Club został założony 3 listopada 1909 i od początku był czołowym klubem na wyspie. W 1918 r. zmienił nazwę na Sliema Amateurs, jednak po zaledwie roku wrócił do pierwotnej nazwy. W 1939 r. połączył się z Sliema Rangers FC. W 1944 r. klub drugi raz zmienił nazwę – tym razem na Sliema Athletic i w następnym roku ponownie wrócił do pierwotnej nazwy.

### Znani piłkarze
- Dean Edwards (1993–1994)[2]
- Carl Saunders (1994–1995), 18 bramek
- Carmel Busuttil (1994–2002)
- Michael Mifsud (1997–2001), 60 bramek
- Gary Clark (1987–1989)[3]